# Mycetophila pseudonervitacta
Mycetophila pseudonervitacta är en tvåvingeart som beskrevs av Duret 1987. Mycetophila pseudonervitacta ingår i släktet Mycetophila och familjen svampmyggor. Inga underarter finns listade i Catalogue of Life.